# Solandra boliviana
Solandra boliviana är en potatisväxtart som beskrevs av Nathaniel Lord Britton och Henry Hurd Rusby. Solandra boliviana ingår i släktet Solandra och familjen potatisväxter. Inga underarter finns listade i Catalogue of Life.